# Karkówka (mięso)
Karkówka lub karczek – pojęcie z dziedziny technologii żywności, oznaczające jedną z zasadniczych części półtusz zwierząt rzeźnych.

## Karkówka wieprzowa

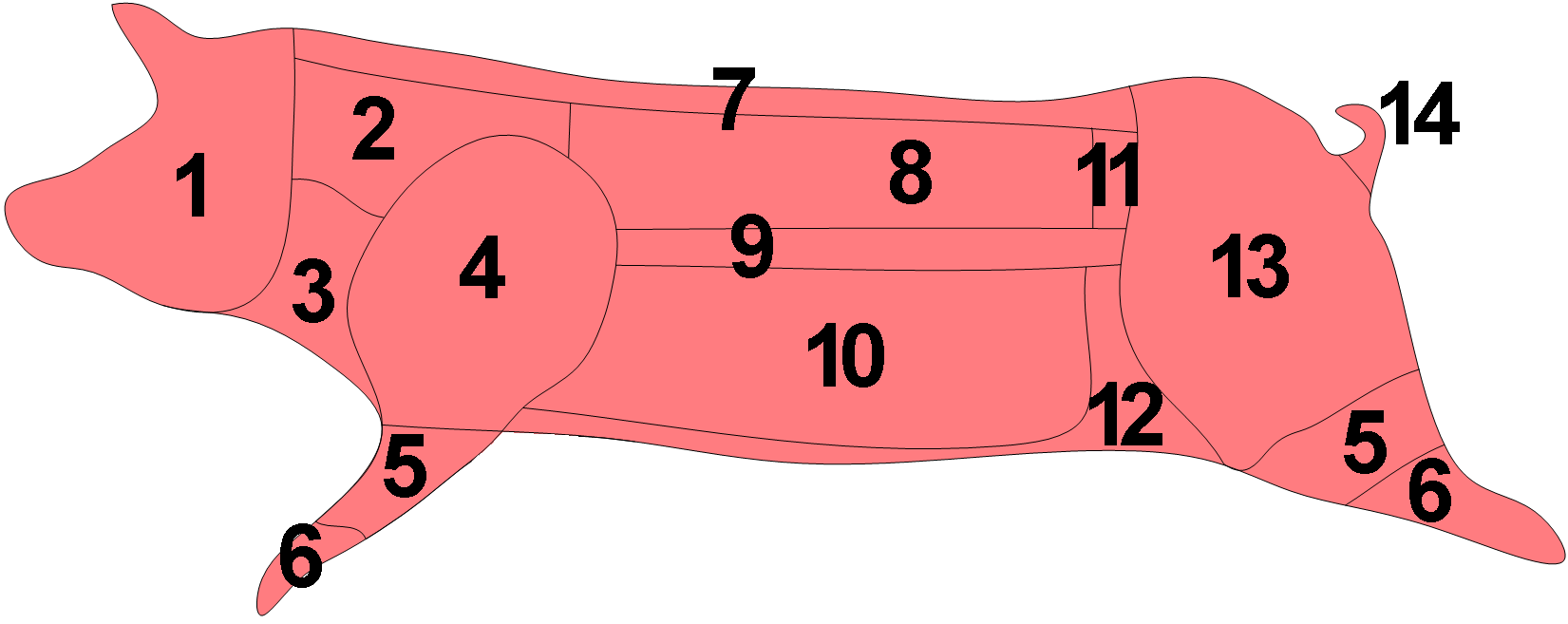
Polski podział półtuszy wieprzowej, karkówka jest oznaczona numerem 2. Numerem 7 oznaczona jest słonina, którą zdejmuje się przed wycięciem karkówki.

Jest to część półtuszy wieprzowej, otrzymana za pomocą cięć z jej odcinka szyjnego. Od przodu cięcie przebiega po linii oddzielenia głowy, od tyłu prostopadle do kręgosłupa, między 4. a 5. kręgiem piersiowym i dalej między ich żebrami. Górna krawędź to linia podziału tuszy na półtusze. Dolne cięcie wykonuje się wzdłuż trzonów kręgów szyjnych, ciągnąc je w dalszym ciągu równolegle do kręgów piersiowych, z przecięciem ich żeber. Słoninę pokrywającą płat zdejmuje się całkowicie. W wyodrębnionej karkówce znajduje się siedem połówek kręgów szyjnych i cztery połówki przednich kręgów piersiowych z fragmentami żeber. Główne mięśnie składające się na karkówkę to mięśnie szyi i fragment mięśnia najdłuższego grzbietu.
Uzysk karkówki wieprzowej z kością, czyli jej procentowy udział wagowy w masie półtuszy, zależy od kategorii mięsności tuszy w systemie SEUROP i kształtuje się przeciętnie w Polsce następująco: 7,5% (kategoria S), 7,1% (kategoria E), 6,5% (kategoria U), 6,6% (kategoria R), 6,2% (kategoria O) i 5,9% (kategoria P).
Karkówka wieprzowa to tkanka mięsna grubowłóknista, poprzerastana tkanką łączną i tłuszczową. Nadaje się do duszenia, przygotowania mas mielonych oraz smażonych steków. Po zapeklowaniu można z niej przygotowywać potrawy gotowane.
Karkówka wieprzowa po usunięciu kości stanowi surowiec do wykonania wędzonki, która w handlu występuje jako baleron wędzony lub gotowany.

## Karkówka wołowa

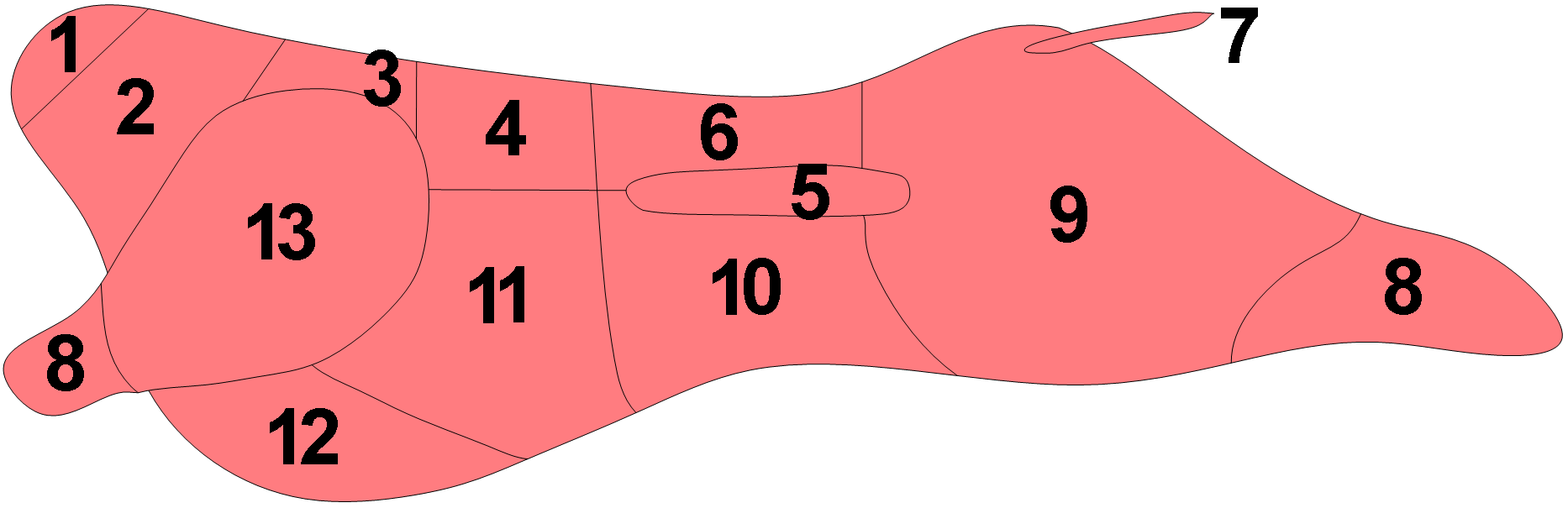
Polski podział półtuszy wołowej. Karkówka oznaczona numerem 2.

Jest to część półtuszy lub przedniej ćwierćtuszy wołowej, stanowiąca tylny odcinek jej karku. Cięcia wyodrębniające karkówkę z półtuszy wykonuje się między 2. i 3. kręgiem szyjnym (przód) oraz między ostatnim kręgiem szyjnym a 1. piersiowym (tył), co powoduje, że znajduje się w niej pięć połówek kręgów szyjnych. W karkówce sprzedawanej detalicznie dopuszcza się warstwę tłuszczu o grubości nie przekraczającej 1,5 cm. Mięśnie składające się na karkówkę to układ prosty szyi, najdłuższy szyi, część przednia mięśnia czworobocznego, odcinek szyjny układu tułowiowego bocznego i część układu podkręgowego.
Uzysk karkówki z półtuszy zależy od wieku zwierzęcia i stanowi 6,8% w wypadku bydła młodego i 5,6% w wypadku bydła dorosłego.
Karkówka wołowa to mięśnie przerośnięte błonami oraz ścięgnami, z zewnątrz okryte tłuszczem, zaliczane do gatunku III. Nadają się do wykonywania wywarów, gotowania, duszenia oraz na masy mielone.

## Karkówka cielęca
Jest to część półtuszy cielęcej, składająca się z  tylnego odcinka karku i przedniego odcinka grzbietu. Wyodrębniana jest z niej od przodu cięciem po linii oddzielenia szyi, które przebiega między 2. a 3. kręgiem szyjnym. Od tyłu cięcie wykonuje się między 6. a 7. kręgiem piersiowym, po linii oddzielenia górki. Górna krawędź to linia podziału tuszy na półtusze. Dolna krawędź to efekt cięcia po linii oddzielenia mostka. W karkówce cielęcej znajdują się przepołowione kręgi: pięć szyjnych od 3. do 7. i sześć  piersiowych od 1. do 6., te ostatnie z górnymi odcinkami ich żeber oraz chrząstką łopatkową.
Uzysk karkówki cielęcej z kością to średnio w Polsce 12,6% wagi półtuszy.
Karkówka cielęca zaliczana jest do gatunku III.

## Karkówka barania
Jest to część odcinka szyjnego półtuszy baraniej, odgraniczona od przodu cięciem po linii oddzielenia głowy, czyli między kością potyliczną a 1. kręgiem szyjnym, zaś od tyłu między 5. a 6. kręgiem szyjnym, co oddziela ją od górki. W ten sposób w karkówce znajduje się pięć przepołowionych kręgów szyjnych, od 1. do 5.